# کشتار نلی
کشتار نِلی طی یک برهه شش ساعته در صبح روز ۲۹ بهمن ۱۳۶۱ (۱۸ فوریه ۱۹۸۳ میلادی) در بخش مرکزی آسام رخ داد. این قتل عام جان ۲٬۱۹۱ نفر (بیش از ۱۰٬۰۰۰ کشته طبق آمار غیر رسمی) از ۱۴ روستای الیسینگا، خولاپاتار، باسوندهاری، بوگدوبا بیل، بوگدوبا حابی، بورجولا، بوتونی، دونگابوری، ایندورماری، ماتی پاربات، مولادهاری، ماتی پاربات شماره ۸، سیلبهتا، بُربوری و نلی در منطقه ناگائون را گرفت. قربانیان این حادثه مهاجران مسلمان اهل بنگال شرقی (بنگلادش امروزی) بودند. سه نفر از اصحاب رسانه -هِمِندرا نارایان از روزنامه Indian Express، بِدابراتا لاکار از روزنامه Assam Tribune و شارما از کانال تلویزیونی ABC- شاهد این قتلِ عام بودند.
پس از تصمیم ایندیرا گاندی مبنی بر دادن حق رای به ۴ میلیون مهاجر اهل بنگلادش، این اقدام وحشیانه از بومیان نلی سر زد. تا آن موقع عمدتاً دهقانان روستایی، به عنوان تصمیم گیرنده در برگزاری انتخابات جنجالی دولت در سال ۱۳۶۱ (۱۹۸۳ میلادی) در بحبوحه جنبش آسام، حق رای داشتند. این حادثه به عنوان یکی از بدترین پوگروم‌ها بعد از جنگ جهانی دوم توصیف شده است.
مستندی بر مبنای این حادثه با نام What the Fields Remember، توسط سازمان Public Service Broadcasting Trust تهیه شده است.

## پیشینه
در سال ۱۳۵۷ (۱۹۷۸ میلادی) یکی از اعضای پارلمان لوک سبها به نام هیرالال پاتواری درگذشت و برای جایگزینی وی باید در حوزه انتخاباتی لوک سبها در مانگالدوی رای‌گیری برگزار می‌شد. در جریان این انتخابات، مشاهده شد که تعداد رای‌دهندگان رشد غیر منتظره‌ای داشته‌اند. تحقیقات نشان می‌داد که تعداد زیادی از این رای دهندگان، مهاجران غیرقانونی بوده‌اند. اتحادیه دانشجویان تمامی آسام (اِی‌اِی‌اِس‌یو) خواستار بتعویق انداختن انتخابات شد تا اسامی «اتباع بیگانه» از فهرست رای دهندگان حذف شود. سپس اِی‌اِی‌اِس‌یو اقدام به تحریک دولت برای شناسایی و اخراج مهاجران غیرقانونی کرد.
می‌توان گفت که بروز این درگیری قومی در نلی، نتیجه برگزاری انتخابات جنجالی مجلس در سال ۱۳۶۱ (۱۹۸۳ میلادی) (که توسط اِی‌اِی‌اِس‌یو تحریم شده بود) علی‌رغم مخالفت شدید چندین تن از مقامات ایالت بوده است. به منظور جلوگیری از درگیری، مقامات پلیس پیشنهاد كرده بودند كه این رای گیری‌ها در چند مرحله برگزار شود. طبق گفته‌های سربازرس پلیس وقت آن زمان، کِی‌پی‌اِس گیل، ۶۳ حوزه انتخاباتی وجود داشت که انتخابات می‌توانست بدون هیچ مشکلی در آنها برگزار شود. در مورد بقیه موارد، پلیس آسام اعلام کرده بود که در ۲۳ حوزه انتخاباتی دیگر «امکان برگزاری هر گونه انتخاباتی غیرممکن است». قبل از برگزاری انتخابات، اعلام شده بود که حوزه انتخاباتی نلی یکی از این نقاط «مشکل‌دار» است.
۴۰۰ گروهان از نیروهای شبه نظامی مرکزی و ۱۱ تیپ از ارتش هند برای محافظت از آسام اعزام شدند در حالی كه قرار بود رای گیری‌ها در چند مرحله انجام شود.

## نتیجه‌گیری
گزارش رسمی کمیسیون تیواری در مورد کشتار نلی هنوز یک راز بسیار محافظت شده است (فقط سه نسخه از آن وجود دارد). گزارشی ۶۰۰ صفحه‌ای از این واقعه در سال ۱۳۶۳ (۱۹۸۴ میلادی) به دولت آسام ارسال شد و دولت کنگره (به ریاست هیتسوار سایکیا) تصمیم گرفت آن را علنی نکند و دولت‌های بعدی نیز از این روند پیروی کردند. جبهه دموکراتیک متحد آسام و سایرین تلاش می‌کنند تا گزارش کمیسیون تیواری را علنی کنند، بلکه عدالت فراخور حداقل بعد از گذشت ۲۵ سال از این واقعه، در مورد قربانیان اجرا شود.
در جریان این درگیری پلیس ۶۸۸ پرونده جنایی را تشکیل داد که از این تعداد، ۳۷۸ پرونده به دلیل «کمبود شواهد» بسته شد و ۳۱۰ پرونده نیز در انتظار محاکمه به سر می‌بردند. اگرچه به خاطر تصویب توافقنامه آسام در سال ۱۳۶۴ (۱۹۸۵ میلادی) تمام این پرونده‌ها توسط دولت هند مختومه اعلام شد؛ و در نتیجه آن، حتی یک نفر هم مجازات نشد.
نخست وزیر وقت راجیو گاندی، در سال ۱۳۶۴ (۱۹۸۵ میلادی) توافقنامه آسام را با سران اِی‌اِی‌اِس‌یو امضا کرد تا رسماً به ائتلاف آسام پایان دهد.

## کتب مربوطه
- Chadha, Vivek, Low Intensity Conflicts in India. Sage Publications, 2005.
- Kimura, Makiko (2013). The Nellie Massacre of 1983: Agency of Rioters. Sage Publications India. ISBN 9788132111665.
- Saksena, N.S. "Police and Politicians" in Alexander, P.J. (ed.) Policing India in the New Millennium. Allied Publishers, 2002.